# Brett Eppehimer
Brett Roger Eppehimer (Pottstown, 28 maggio 1976) è un ex cestista statunitense con cittadinanza italiana, professionista in Europa.
Anche il fratello Nick è stato un cestista professionista.